# Taste the Pain
«Taste the Pain» es una canción de la banda californiana de funk rock Red Hot Chili Peppers, de su álbum de 1989, Mother's Milk. Fue sacado en sencillo como banda sonora de la película Say Anything. La canción fue grabada anteriormente a la llegada de Chad Smith a la banda, por eso la percusión estuvo a cargo de Philip "Fish" Fisher, baterista de la banda Fishbone. También tiene un solo de trompeta por parte de Flea, bajista de la banda.

## Presentaciones en vivo
A pesar de ser un sencillo popular para la banda, la canción solo se realizó tres veces y no se ha presentado desde 1989 durante la gira Mother's Milk tour.

## Lista de canciones
7" sencillo promocional para radio (1989)
1. «All for Love» por Nacy Wilson
2. «Taste the Pain» por Red Hot Chili Peppers

Unbridled Funk and Roll 4 Your Soul! edición limitada sencillo CD (1989)
1. «Taste the Pain» (versión de álbum)
2. «Millionaires Against Hunger»
3. «Castles Made of Sand» (en vivo; inédito)
4. «Higher Ground» (edición Daddy-O)

1990 sencillo CD versión Reino Unido (1990)
1. «Taste the Pain» (sencillo)
2. «Taste the Pain» (versión LP)
3. «Show Me Your Soul» (inédito)
4. «Nevermind»

12" oop-out sleeve (1990)
1. «Taste the Pain» (versión de álbum)
2. «Show Me Your Soul» (inédito)
3. «If You Want Me to Stay»
4. «Nevermind»

7" sencillo (1990)
1. «Taste the Pain» (versión de álbum)
2. «Show Me Your Soul» (inédito)

7" edición limitada disco cuadrado (1990)
1. «Taste the Pain» (versión de álbum)
2. «Show Me Your Soul» (inédito)
3. «Castles Made of Sand» (en vivo; inédito)

7" sencillo promocional (1990)
1. «Taste the Pain» (versión de álbum)
2. «Castles Made of Sand» (en vivo; inédito)
3. «Special Secret Song Inside» (en vivo; inédito)
4. «F.U.» (en vivo; inédito)

- Datos: Q305010